# Perho
Perho är en kommun i landskapet Mellersta Österbotten i Finland. Perho har 2 676 invånare och har en yta på 775,19 km².
Grannkommuner är Alajärvi, Halso, Kinnula, Kivijärvi, Kyyjärvi, Lestijärvi, Vetil och Vindala.
Perho är enspråkigt finskt.

## Politik

### Mandatfördelning i Perho kommun, valen 1976–2021
| 2 | 3 | 15 | 1 |

| 1 | 4 | 15 | 1 |

| 1 | 3 | 16 | 1 |

| 1 | 3 | 16 | 1 |

| 1 | 4 | 1 | 14 | 1 |

| 4 | 14 | 3 |

| 4 | 15 | 2 |

| 4 | 14 | 3 |

| 15 | 6 |

| 4 | 15 | 2 |

| 15 | 6 |

| 3 | 1 | 15 | 2 |

| 15 | 6 |

| 1 | 2 | 1 | 15 |

| 12 | 7 |

| 2 | 2 | 14 | 1 |

| 13 | 6 |

## Befolkningsutveckling
| Befolkningsutvecklingen i Perho kommun 1975–2020                                                             | Befolkningsutvecklingen i Perho kommun 1975–2020 | Befolkningsutvecklingen i Perho kommun 1975–2020 | Befolkningsutvecklingen i Perho kommun 1975–2020 | Befolkningsutvecklingen i Perho kommun 1975–2020 |
| --- | ------------------------------------------------ | ------------------------------------------------ | ------------------------------------------------ | ------------------------------------------------ |
| |                                                  |                                                  |                                                  |                                                  |
| År |                                                  |                                                  | Folkmängd                                        |                                                  |
| 1975 | 1975                                             |                                                  | 2 938                                            |                                                  |
| 1980 | 1980                                             |                                                  | 3 139                                            |                                                  |
| 1985 | 1985                                             |                                                  | 3 419                                            |                                                  |
| 1990 | 1990                                             |                                                  | 3 381                                            |                                                  |
| 1995 | 1995                                             |                                                  | 3 391                                            |                                                  |
| 2000 | 2000                                             |                                                  | 3 155                                            |                                                  |
| 2005 | 2005                                             |                                                  | 3 044                                            |                                                  |
| 2010 | 2010                                             |                                                  | 2 934                                            |                                                  |
| 2015 | 2015                                             |                                                  | 2 931                                            |                                                  |
| 2020 | 2020                                             |                                                  | 2 706                                            |                                                  |
| Anm: Uppgifterna avser förhållandena den 31 december nämnda år enligt områdesindelningen den 1 januari 2022. |                                                  |                                                  |                                                  |                                                  |